# Důl Oskar (Heřmanice)
Důl Oskar byl černouhelný hlubinný dolem ve východní části dobývacího pole Heřmanice. Od roku 1942 byla součástí dolů Severní dráhy Ferdinandovy (SDF).

## Historie

### Zakládající společnost
V roce 1881 z iniciativy finančních domů, francouzské Union Générale a Rakouské zemské banky, vzniká Oesterreichische Alpine Montan Gesellschaft neboli Rakouská alpinská montánní společnost (RAMS) ve Vídni, která sdružila postupně několik desítek důlních a železárenských podniků, především v Rakousích a Štýrsku, a náležela k největším podnikatelským subjektům v habsburské monarchii. Součástí RAMS byla firma Innské hlavní těžířstvo v jejíž majetku byly propůjčky v Orlové, Porubě u Orlové a Lutyni na Karvinsku a Heřmanicích na Ostravsku.

### Historie dolu Oskar
Důl Oskar byl založen v roce 1912 společností RAMS ve Vídni ve východní části katastrálního území Heřmanice. Hloubení otvírkové jámy bylo započato v roce 1912, ale kromě zaústění díla nepokračovalo a obnoveno bylo až v roce 1918, načež pro báňské obtíže bylo v roce 1919 znovu zastaveno. V roce 1926 odkoupil majetek této společnosti čs. stát a v roce 1938 vlastnické právo přešlo na Zbrojovku Brno. V době německé okupace za druhé světové války, v souvislosti se záměrem SDF na budování několika velkodolů v Ostravské dílčí pánvi, byla připravována výstavba jednoho z plánovaných velkodolů s umístěním centrálního zařízení v lokalitě otvírkového dolu Oskar. Důl měl být vybudován ve východním poli ostravské části OKR. Pole tvořilo obdélník, probíhající kolem Michálkovické poruchy, a slučovalo v jeden celek důlní pole dolu Michal a velká severní panenská pole na území obcí Heřmanice, Rychvald a Záblatí. V rámci přípravy tohoto záměru získala SDF v roce 1942 od Zbrojovky předmětná důlní pole jámy Oskar, která pak byla přidělena pod správu sousedního dolu Michal. Kvůli  nepříznivému vývoji válečných událostí pro Německo k realizaci výstavby z větší části nedošlo. Po druhé světové válce byl ve východním poli vybudován v pozměněné formě důl Rychvald, závod dolu Heřmanice. Areál jámy Oskar byl po roce 1949 přestavěn na pomocný provoz a byl přebudován na větrní jámu pro Důl Michal / Petr Cingr.

## Současný stav
Důl Oskar existoval v údobí 1912–1995. V rámci útlumu těžby uhlí v OKR došlo dne 30. června 1993 k ukončení těžby na mateřském dole Petr Cingr a v souvislosti s tím i k likvidaci areálu jámy Oskar. Ukončení zásypu jámového stvolu bylo v roce 1995. Objekty v areálu dolu byly zbourány a území asanováno.

## Strojní a technické zařízení
Jáma Oskar byla postupně vybavena dva ventilátory soustavy Capell o výkonu 4 200 m³/min. a 3 600 m³ /min. Strojní a technické zařízení bylo v roce 1963 doplněno elektrickým těžním strojem 2 B 4014 a asynchronním motorem o výkonu 1 000 kW. Od druhé poloviny sedmdesátých let 20. století jáma Oskar sloužila jako hlavní výdušná jáma dolu Michal / P. Cingr.

## Těžba uhlí
Dobývaly se sloje spodní hrušovské vrstvy ostravského souvrství důlními díly z mateřského Dolu Petr Cingr. V roce 1919 byla jáma hluboká 78,8 m. Od roku 1942 pokračovalo prohlubování jámy, které bylo v roce 1943 ukončeno založením vrchního patra v hloubce 269,3 m. Jáma Oskar sloužila jako větrní od roku 1949 pro odvětrávání severní, později i střední části dolu Michal / P. Cingr. V  létech 1949 až 1952 byla prohlubována po úroveň 14. patra v hloubce 373 m. Konečné hloubky 625,15 m, tj. po úroveň 18. patra, dosáhla při hloubení v roce 1961.
Poslední poruby se dobývaly se slojí Thea a U z hloubky 140 m pod rovní 18. patra, tj. 760 m pod povrchem důlními díly z dolu Michal / Petr Cingr. Po spojení překopy Dolu Michal / Petr Cingr a Dolu Rudý říjen / Heřmanice bylo vydobyté uhlí směrováno důlními překopy také na důl Rudý říjen / Heřmanice.

## Údaje o dolu Oskar (Heřmanice)
| Název | Druh jámy         | Založení | hloubka jámy v m | vytěženo | likvidace | dobývací pole v ha | poznámka                         |
| ----- | ----------------- | -------- | ---------------- | -------- | --------- | ------------------ | -------------------------------- |
| Oskar | otvírková, větrní | 1912     | 625              | –        | 1995      | 32                 | 1 jáma, 4 patra (13, 14, 16, 18) |